# Lucio Vipstano Mesala
Lucio Vipstano Mesala (en latín Lucius Vipstanus Messalla) fue un senador romano que desarrolló su carrera política a finales del siglo I y comienzos del siglo II, bajo los imperios de Domiciano, Nerva y Trajano.

## Familia
Era hijo de Vipstano Mesala, orador de época de Vespasiano y participante a favor de este emperador en la guerra civil del año de los cuatro emperadores.

## Carrera
Su único cargo conocido es el de consul ordinarius en 115, bajo Trajano.

## Descendencia
Su hijo fue Lucio Vipstano Publícola Mesala, que desarrolló su cursus honorum bajo Adriano y Antonino Pío.